# Stekene
Stekene – miejscowość i gmina w Belgii, w Regionie Flamandzkim, w prowincji Flandria Wschodnia, w okręgu Sint-Niklaas.

## Podział administracyjny
W skład gminy wchodzi jedna dzielnica (deelgemeente):
- Kemzeke

## Demografia
- Źródła: NIS, od 1806 do 1981= według spisu; od 1990 liczba ludności w dniu 1 stycznia

1 stycznia 2024 całkowita populacja Stekene liczyła 19 589 osób. Łączna powierzchnia gminy wynosi 45,26 km², co daje gęstość zaludnienia 433 mieszkańców na km².